# Cobequid Educational Centre
Das Cobequid Educational Centre (CEC) ist eine High School in Truro, Nova Scotia, Kanada.
Das Einzugsgebiet des CEC bedient nicht nur die Stadt Truro, sondern auch ländliche Gebiete in Central und West Colchester County. Die Schule hat 1400 Schüler und 80 Lehrkräfte (Stand 2018).

## Geschichte
Das CEC wurde im September 1970 als Experiment zur Zusammenlegung ländlicher High Schools in Nova Scotia eröffnet. Das CEC diente nicht nur als Ersatz für die frühere Truro Senior High School (die früher auch unter dem Namen Colchester Academy bekannt war), sondern ersetzte auch die frühere Central Colchester High School und West Colchester High School, die zu Junior High Schools wurden (Klassen fünf bis neun für die neu benannte West Colchester Junior High School und Klassen sechs bis neun für die neu benannte Central Colchester Junior High School). Als das CEC eröffnet wurde, wurde es von der Colchester-East Hants Amalgamated School Board geleitet. Infolge der Zusammenlegung der Schulbehörden in Nova Scotia wurde das CEC nun vom Chignecto-Central Regional Centre for Education geleitet.

## Angebote
Das CEC bietet seinen Schülern mit dem IB Diploma Programme in der 11. und 12. Klasse die Möglichkeit zur Vorbereitung auf das International Baccalaureate. Hierzu werden in der 10. Klasse Vorbereitungskurse (Pre IB) angeboten.
Die Schüler können auch Immersionskurse in französischer Sprache belegen und ein Bilingualitäts-Zertifikat erwerben.

## Sport und Leichtathletik
Seit dem Gründungsjahr verfügt das CEC über zahlreiche Sportmannschaften. Zu den Wettkampfsportarten gehören Fußball, Volleyball, Basketball, Hockey, Curling, Bowling, Gewichtheben, Langlauf, Leichtathletik, Golf, Ringen, Skifahren, Snowboarding, Rugby, Badminton, Softball, Baseball und Tischtennis. Das CEC nimmt an der Nova Scotia School Athletic Federation (NSSAF) teil und hat im Laufe der Jahre viele Titel gewonnen. Das Motto der Leichtathletik lautet „a tradition of excellence“ (eine Tradition der Exzellenz), und die Leichtathletik an der CEC ist für viele Schüler ein wichtiger Bestandteil ihrer Highschool-Erfahrung, da es hier eine Vielzahl von Sportmöglichkeiten und eine Wettbewerbstradition gibt.
2018 begann die Saison für das Jungen-Volleyballteam mit einer Siegesserie von drei Turnieren in Folge. Beim dritten Turnier, dem jährlichen Highschool-Turnier der Dalhousie University, blieben die Cougars in der Vorrunde ungeschlagen und gewannen gegen Citadel Phoenix (25-14, 25-5) und Horton Griffins (25-11, 25-16). Im Viertelfinale gewannen die Jungs gegen die Dartmouth Spartans (25-16, 25-14) und im Halbfinale gegen die Auburn Drive Eagles (25-11, 25-16). Im Finale besiegten die Pumas Par-en-Bas mit 25-22 (Satz 1) und 25-23 (Satz 2).
Auch in der Leichtathletik war das CEC erfolgreich: Bei den NSSAF-Leichtathletik-Meisterschaften 2017 auf dem Beazley Field in Dartmouth gewann das Team sieben Meisterschaftsbanner. Die Cougars stellten einen neuen NSSAF-Einzelrekord und drei neue Schulrekorde auf, indem sie den Gesamttitel der Division I, die Divisionen Mittelstufe der Mädchen und Jungen sowie Oberstufe der Mädchen und Jungen gewannen. Dies war das zweite Mal, dass eine Schule aus Nova Scotia dies geschafft hatte, das erste Mal war 25 Jahre zuvor (ebenfalls des CEC).
Die Leichtathletikmannschaft des CEC wurde in den folgenden Kategorien Meister:
- Provinzmeister der Mittelstufe Mädchen mit 107 Punkten
- Provinzmeister der Mittelstufe Jungen mit 135 Punkten
- Mittelstufe Banner (Jungen und Mädchen zusammen) mit 242 Punkten
- Provinzmeister der Oberstufe Mädchen mit 134,5 Punkten
- Provinzmeister der Oberstufe Jungen mit 171 Punkten
- Oberstufe Banner (Jungen und Mädchen zusammen) mit 305,5 Punkten
- Div. I Banner mit 547,5 Punkten

Einige der Athleten aus Cobequid stellten auch Provinzrekorde auf. Michael Adams brach den CEC- und Provinzrekord im Speerwurf der Jungen der Mittelstufe; er warf 51,86 Meter. Die 4-mal-100-Meter-Staffel der Mittelstufe der Jungen, bestehend aus Kamryn Matheson, Cameron Degroot, Brody Schmidt und Zach Richards, stellte mit einer Zeit von 45,98 Sekunden einen neuen CEC-Rekord für diese Disziplin auf. Kamryn Matheson stellte einen weiteren neuen CEC-Rekord auf: Er lief die 200 Meter in 23,1 Sekunden und holte sich damit den CEC-Titel über 200 Meter bei den Jungen der Mittelstufe.
Im Basketball veranstaltet das CEC, seit dem Schuljahr 1970–1971 bis heute, sein jährliches Schneeballsturnier.

## Musikproduktionen
- 1971 – West Side Story
- 1972 – Man of La Mancha
- 1973 – Anne of Green Gables
- 1974 – Oliver!
- 1975 – Guys and Dolls
- 1976 – Paint Your Wagon
- 1977 – Fiddler on the Roof
- 1978 – Strike!
- 1979 – Li'l Abner
- 1980 – Annie Get Your Gun
- 1981 – Prophet of a New World
- 1982 – Bye Bye Birdie
- 1983 – The Wizard of Oz
- 1985 – Tom Sawyer
- 1986 – Oliver!
- 1987 – Damn Yankees
- 1988 – Bells Are Ringing
- 1989 – Oklahoma!
- 1990 – Anything Goes
- 1991 – Brigadoon
- 1992 – West Side Story
- 1993 – Hello Dolly!
- 1994 – Mame
- 1995 – Fiddler on the Roof
- 1996 – Carousel
- 1997 – Grease
- 1998 – Guys and Dolls
- 1999 – Chess
- 2000 – Annie
- 2001 – Jesus Christ Superstar
- 2002 – My Fair Lady
- 2003 – Footloose
- 2004 – Copacabana
- 2005 – A Chorus Line
- 2006 – Cats
- 2007 – High School Musical
- 2008 – Beauty and the Beast
- 2009 – The Wedding Singer
- 2010 – The Wizard of Oz
- 2011 – Disco Inferno
- 2012 – Into the Woods[5]
- 2013 – Grease[6]
- 2014 – Shrek
- 2015 – Anne of Green Gables
- 2016 – 9 to 5
- 2018 – Joseph and the Amazing Technicolor Dreamcoat
- 2019 – Newsies

## Vereine und Aktivitäten
Zu den früheren und aktuellen Clubs, die am CEC angeboten werden, gehören das Jahrbuchkomitee, der Reach of the Top, der Debattierclub, der Französischclub, der Schülerrat, die Symphonic Band, die Dance Band, die Stage Band, die Pit Band, der Gaming Club, der Kunstclub, der Leseclub, der Schachclub, der 5K Lauf-Club, der Tennisclub, das Ballkomitee, Kickboxen, die Mathe-Liga, der Programmier-Club, der Interact Club, der Drama Club, der Internationale-Club, das Cougar Cafe und der Chor.